# Management de communauté
Le management de communauté est l'organisation d'un groupe social dont les membres vivent ensemble, ou ont des biens, des intérêts communs.

## Enjeux du management de communauté
Le management de communauté se caractérise par le fait que les participants du groupe social ont un intérêt convergent. Cet intérêt convergent est une hypothèse qui structure toute la démarche de gestion. La difficulté est en effet de réussir à faire émerger une dynamique positive des projets communs sur une durée illimitée. Faire en sorte de responsabiliser les individus tout en cadrant avec l'idée qu'il se font de leur propre participation. La dématérialisation de la communauté (par internet par exemple) facilite le succès de ce management, car chaque individu ne dispose pas de toute l'information permettant de construire une identité réelle par le contact réel avec autrui. Cet autrui étant la contrainte qui fait qu'un projet peut être perçu comme utile pour l'individu.

Concrètement, la difficulté est de mettre tous les participants à travailler au service de l'organisation uniquement pour la raison d'un intérêt commun, tout en conservant une liberté de pensée dans le cadre d'une approche collective.

## Démarche du management de communauté
Méthode de management Alternatif mettant au cœur d’une stratégie Marketing, commercial ou événementielle, la notion de communauté (Réelle ou virtuelle). Rupture avec le Marketing traditionnel descendant vers un outil permettant d’établir un dialogue collaboratif à long terme entre une entreprise et une cible. Management qui ne doit pas s’établir sur le seul facteur web au risque d’être inefficace et mal perçu, il doit être global alliant E-reputation, Blogging, Web 2,0 mais aussi opérations Marketing et événementiel innovantes, spécifiques, à destination d’une ou plusieurs communautés.